# Reserva Natural de Scandola
A Reserva Natural de Scandola (19,19 km²: 9,19 km² terra; 10 km² marinhos), estabelecida em dezembro de 1975 está localizada na Córsega, França, dentro do Parque Regional da Córsega. O Parque e a Reserva foram inscritos como Patrimônio Mundial da UNESCO em 1983.

## Localização
A Reserva de Scandola encontra-se na parte ocidental central da ilha, entre Ponta Muchillina e Ponta Nera, e inclui o Cabo Girolata e o Cabo Porto.

## Acidentes geográficos
A reserva tem dois setores, a enseada de Elpa Nera e a península de Scandola. Os desfiladeiros dentados e escarpados tem muitas grutas e estão flanqueados por numerosas chaminés e cavernas, como Tuara. A linha costeira também se destaca por seus desfiladeiros vermelhos, alguns de 900 metros de altura, praias de areia e rocha.

## Clima
O clima da reserva é mediterrâneo, com verões quentes e secos.

## Proteção
Em 1930 aprovou-se uma lei que proibia a destruição ou modificação dentro do Parque Regional da Córsega. A Reserva Natural de Scandola está estritamente protegida para devolver à região, seu estado natural.